# ガボンの鉄道
ガボンの鉄道では、ガボンにおける鉄道について記す。

## 事業者
- トランスガボン鉄道

## 隣接国との鉄道接続状況
- 赤道ギニア - 接続なし
- カメルーン - 接続なし
- コンゴ共和国 - 接続なし